# Mucofagia
La mucofagia es la ingesta del moco nasal. Dicho término debe usarse para describir al comportamiento de ingesta, sin llegar a ser considerado como un trastorno psicológico o una patología.
El DSM-IV (Manual diagnóstico y estadístico de los trastornos mentales) no la incluye de forma explícita entre los trastornos de la alimentación (pica), ni como uno de los tipos de TOC (trastorno obsesivo-compulsivo).
Hay varias teorías sobre el origen de esta, una de estas menciona puede tratarse de una acción natural y sana, ya que mediante la ingesta de estos, se expondría al sistema digestivo a las bacterias que se encuentran en la secreción, lo cual reforzaría el sistema inmunitario.